# خانه فرید
خانه فرید مربوط به دوره صفوی تا دوره قاجار است و در اردکان، بلوار آیت‌الله خامنه‌ای، محله چرخاب، کوچه شهید حاج احمدی، روبروی آب انبار حاج احمد واقع شده و این اثر در تاریخ ۱۸ آذر ۱۳۸۷ با شمارهٔ ثبت ۲۳۸۸۵ به‌عنوان یکی از آثار ملی ایران به ثبت رسیده‌است.